# Костин, Дмитрий Александрович
Дмитрий Александрович Костин (3 ноября 1979, Георгиевск) — российский юрист, работник следственных органов Прокуратуры и Следственного комитета РФ, руководитель следственного управления Следственного комитета РФ по Саратовской области (с 2024), генерал-майор юстиции.

## Биография
Родился 3 ноября 1979 года в городе Георгиевск Ставропольского края.
- 2000 год — окончил следственный факультет Волгоградского юридического института МВД России
- 2000 год — 2001 год — следователь в ГУ МВД России по Ставропольскому краю.
- 2001 год — 2007 год — в органах прокуратуры Волгоградской области.
- 2007 год — 2013 год — руководитель следственного отдела по Советскому району г. Волгограда следственного управления Следственного комитета Российской Федерации по Волгоградской области.
- 23 августа 2013 года — июль 2023 года — заместитель руководителя следственного управления Следственного комитета Российской Федерации по Волгоградской области.
- Июль 2023 года — 7 мая 2024 года — исполняющий обязанности руководителя следственного управления Следственного комитета Российской Федерации по Саратовской области[1].
- С 7 мая 2024 года — руководитель следственного управления Следственного комитета Российской Федерации по Саратовской области[2][3].

В июле 2025 года присвоено звание генерал-майора юстиции.

## Награды
- Медаль Ордена за заслуги перед Отечеством II степени (2015)[5];
- Медаль «За безупречную службу» I, II и III степени;
- Медаль «За отличие»;
- Медаль «За заслуги»;
- Медаль «За верность служебному долгу»;
- Нагрудный знак «Почётный сотрудник Следственного комитета Российской Федерации»;
- Почётная грамота Председателя Следственного комитета Российской Федерации.